# Luciano Pietronero
Luciano Pietronero (né le 15 décembre 1949 à Rome) est un physicien et professeur italien. Il enseigne à l'université de Rome « La Sapienza ». Il a également été directeur de l'Institute of Complex Systems du Conseil national de la recherche (CNR). 
Liciano Pietronero habite Rome, est marié et a deux enfants.

## Biographie
Luciano Pietronero obtient un diplôme en physique à Rome en 1971. Il travaille un temps au Xerox Webster research Center, puis pour le Brown Boveri Research Center, où il demeure jusqu'en 1983.
Par la suite, Pietronero déménage à Groningue, où il devient professeur de physique de la matière condensée.
En 2004, il fonde le CNR Institute of Complex Systems (ISC). 
En 2007, il est à la tête de la 23e édition de la conférence STATPHYS (en) tenue à Gênes. 
En 2008, il remporte le prix Fermi décerné par la Società italiana di fisica (en).